# 法鼓山

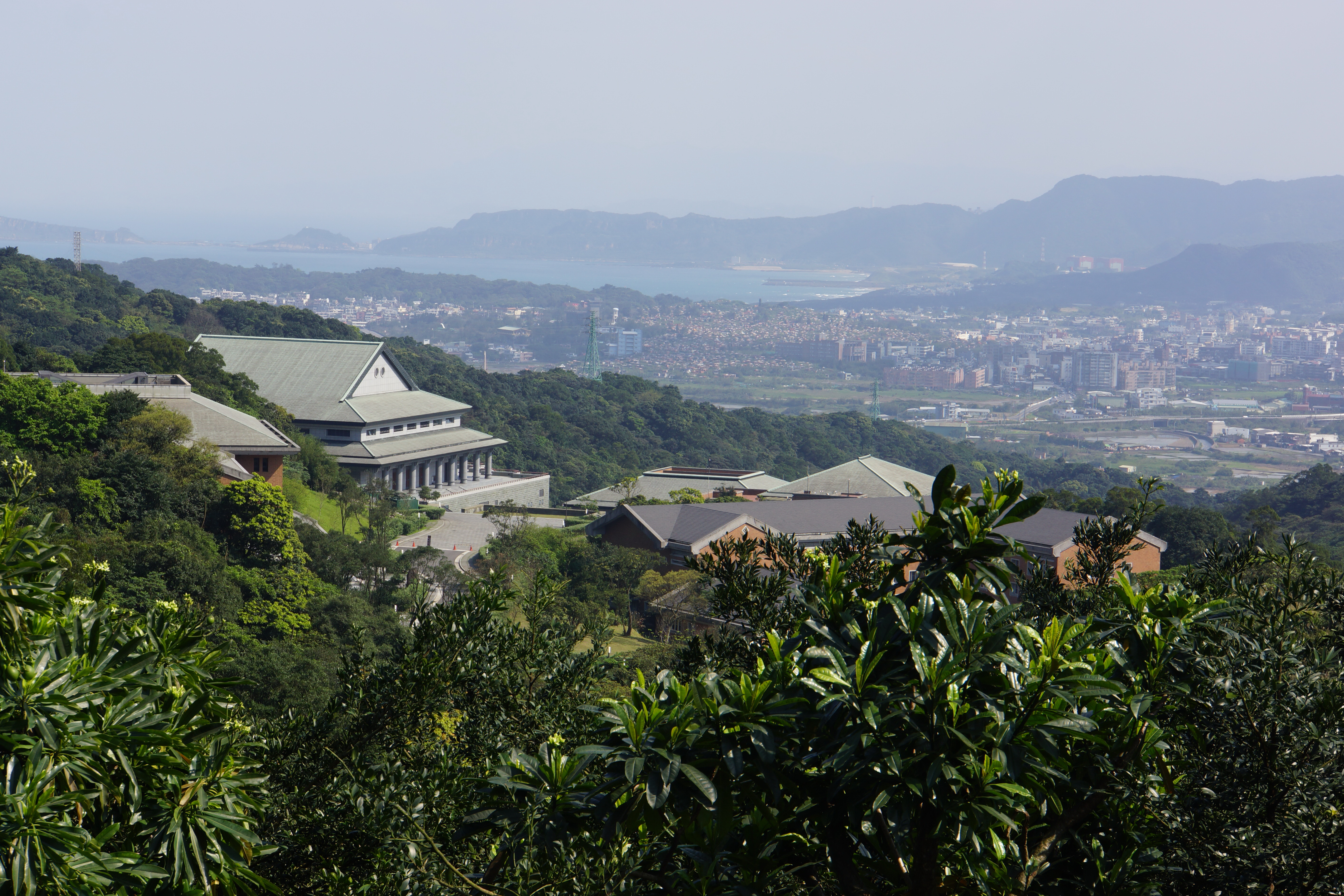
金山區法鼓山世界佛教教育園區

法鼓山（ほっくさん, Dharma Drum Mountain）は、台湾の大乗仏教系団体であり、台湾における四大仏教宗派のひとつ。淵源は釈東初（Dongchu）の創建した「農禅寺」と「中華仏教文化館」である。
農禅寺は1971年に創立された。坐禅修行を主とする傍ら、農業に従事し生計を立てて来たことから、「農禅寺」という。当時、東初は台湾の仏教文化を推進し、仏教の人材育成に力を尽くし、毎年冬には救済活動を行ってきた。
1977年、東初の弟子の釈聖厳は、中華仏教文化館と農禅寺住職を引き継ぎ、仏法を大衆が理解し、その観念を実行し、仏法修行が受け入れられるように、普及活動を行った。
その後、農禅寺には信徒が、中華仏教研究所には学生が日増しに増加した。1989年に台北県金山郷三界村の土地を購入し、聖厳法師はその土地を「法鼓山」と命名した。こうして「法鼓山」を名前に持つ団体が成立したのである。

## 歴史

### 創建者
農禅寺は、東初禪師（1908年9月22日－1977年12月15日）により設立された。曹洞宗および臨済宗の僧侶であった。聖厳法師は東初和尚の遺志を引継ぎ、1977年和尚の入寂後、仏門の事務を継承担当した。1989年に購入した地に法鼓山を創建し、初代住職に就任した。
2006年9月2日に果東法師が第2代住職に就任。

### 開山
法鼓山の第一期工事開始式典は1993年に挙行された。更に教育理念を確実にするために、同年、法鼓大学設立準備処が正式に成立した。
その後、建設が進むに従って、法鼓山も中国の古い仏教寺院を手本として、正殿真下に地下宮殿を設置し、1996年に本殿基礎の大典と地下宮殿に宝物を納める儀式を挙行した。300点以上の台湾仏教典籍、文物を納め、西暦3000年に開くことを記載した。これは台湾仏教文化を伝承する新しい歴史の1ページである。
10数年の努力と経営により、法鼓山の第一期工事は2001年に正式に完成し、使用できるようになった。中華仏教研究所、僧伽大学も続々と引っ越して来て、建設途上の仏教教育園区も少しずつ具体化され、世間の人々の前に現れ始めた。
2002年には正殿の棟上式が行われ、仏教教育園区の工事は新しい段階に入った。

### 命名
「法鼓」この言葉は、仏典中しばしば現われる言葉である。
たとえば《妙法蓮華経》では「惟願天人尊, 轉無上法輪, 撃於大法鼓, 而吹大法螺, 普及大法雨, 度無量衆生, 我等咸歸請, 當演深遠音。」で、
「撃大法鼓」とは、仏法の太鼓の響きは人々の心を浄化し、人々の心に安楽と平静をもたらすのである。
法鼓山の地理的な形状は、太鼓が横たえられたようで、経典の比喩に基づき鼓に似た形から「法鼓山」と命名された。

### 法鼓山の宝物
2006年12月23日に、法鼓山世界仏教教育園区で、法鼓山鐘楼落成記念式典が行われた。鐘楼には「法華の鐘」があって、法鼓山の宝物になっている。
法華の鐘の材質は青銅の鋳造で、重量254.5トン、高さ4.5メートル、直径2.6 メートル、最も厚い箇所は29.6センチメートルの唐様式の梵鐘である。
2004年5月に日本の「老子株式会社」に鋳造を依頼し、2005年11月に完成した。
「法華の鐘」には特別に、梵鐘の内側外側に《妙法蓮華経》1部、69,636文字と、《大悲呪》1巻、424文字が鋳込まれ、「多宝塔と双仏陀坐像」が描かれている。

## 理念

### 大衆の悲願成就
法鼓山の創立者の聖厳法師は
と話されている。
1989年に法鼓山は正式に其の理念――『人の品質を高め、この世の浄土の大建設』を提唱し、それ以後、このテーマを主題に各種の教化活動を実施している。
1992年に『心の環境保護』の観念を打ち出し、その年を「心の環境保護年」と定めた。
1994年には「四環」の理念を掲げた。
四環とはつまりで、四種の環境保護、心の環境保護を主とし、心の内面から発して、外に向かい、自己と他人を社会、人類、環境、自然、生態に対する思いやりにまで拡大すること。
心の環境保護 - 心の環境保護は法鼓山のすべての行動の総則で、主要な意義は心の環境の浄化と安定を維持することにある。
礼儀の環境保護 - 心のマナー、言葉のマナー、身のマナーの浄化で、人々と自己の調和を促進する。
生活環境保護 - 多くを欲せず満足を知り、質素に自然に、禅宗の言う「修行は常住坐臥」の観念を実行することにある。
自然環境保護 - 知福惜福、大地自然に感謝し、我々人類は自然の一部であることを認識し、極力大自然が汚染破壊されないように保護する意味。
そのため、法鼓山はここ数年来仏教の合同葬儀、婚礼を実施し、共同でを弔いをし、共同で結婚の祝いの儀式をすることによって、人々が四環の観念を生活の中で実行することを望んでいる。
1999年には「心の五・四運動」を提起し、過去数年来打ち出してきた重要な観念と方法を整合し、21世紀における人類の生活規範とした。
心の五・四運動は一種の心の建設工事で、法鼓山が実践する四種の環境保護運動を推進する観念と方法で、それは仏法の中の奥深い学理を普通の人ででもできる観念と方法に転化している。
全部で五つの大きな項目があり、各項目ともそれぞれ四種の「心」の観念と方法があるので「心の五四」と称する。
四安 - 安心、安身、安家、安業は、人の品質を高め、新しい秩序建設を主張している。
四要 - 必要なものだけが必要で、欲しいと思うものはさほど重要ではなく、求める能力があり、必要とするものは必要で、能力がなく、欲してはならないものは決して必要ではないのである。煩悩に直面し、人々の心の声を安定させるのである。
四它 - それに直面し、それを受け入れ、それを処理し、それを放つ。人生の困難を解決する主張である。
四福 - 福を知り、福を惜しみ、福を養い、福の種まきをする。人類に福祉を増進する主張である。
したがって、法鼓山は創立者の聖厳法師は人の品質を高め、この世の浄土大建設の共通認識と、理念を打ち出した。精神の上で私達は自分を献げ、社会の大衆を成就せしめる。仏陀の時代に回帰し、世界浄化の推進はその針路である。最後に、実行の方法は…全面教育を提唱し、人々への思いやりに根を下ろすのである。
1990年、聖厳法師は「大衆仏弟子共勉語」を著し、共同修行の力で普く世界が平和になるように期待するものである。
その内容は以下のとおり

## 関連寺院、団体、道場及び組織

### 僧団
僧団は1980年に創立された。
編成は、都監を一人、副都監を一人おき、同時に賢首会、都監院、事務院、座禅修行普及センター、仏学普及センター、思いやりセンター、教育院、僧伽大学仏学院、事業体などの部門を設立した。これらは現在、法鼓山の中核組織となっている。
設立の主旨：仏教教団を組織し、青年僧の育成、法鼓山の理念を教え広め、よってこの世の浄土の理想を実現することにある。
この組織の主要な活動は研究と開発、各種座禅修行の推進、仏学教育、思いやりの心の教育と普及などである。法鼓山の僧団は聖厳法師を精神的な指導者とし、その創立は1977年に聖厳法師が米国から台湾に帰国し、中華仏教文化館と農禅寺を引き継いだ時に始まる。仏法を広め、将来三宝の住職となる青年僧の人材育成のために、農禅寺は1979年8月に「三学研修院」として成立した。成員はもとの訳経院の成員とかつて禅七に参加していた学生、全部で10人であった。その後、僧俗四衆の成員が増加した。
訳経院の役目が終了し、成員の中から出家を願う者も出て、「三学研修院」は次第に法鼓山「僧団」に発展した。このほか、「法鼓山世界仏教教育園区」の竣工によって、現在この中心組織も法鼓山に移った。

### 中華仏教文化館
中華仏教文化館は1955年に創立。
その主要な目的は仏教教育、文化と社会へのおもいやり、正しい仏法の発揚、中国伝来仏教精神の理解である。主要な活動項目は各種の共修活動、例えば地蔵菩薩法会、千仏懺悔法会、薬師如来消災法会、観音菩薩法会などである。台湾の台北市北投区光明路の「中華仏教文化館」は、法鼓山の発祥地である。
当初、東初和尚は光明路の公有地を租借し、1955年に文化館建設の鍬入れをし、1年後正式に完成した。文化館の創立当初は、人力と物資の不足する情況の下で、依然として仏教の文化事業の伝承と推進に力を尽くした。その中には《大正新脩大蔵経》（略称《大正蔵》）の印刷事業の主宰も含まれている。更に1965年には季刊誌《仏教の文化》を創設した。
このほか、毎年二回法会を主宰した。つまり7月に1ヶ月間の地蔵菩薩法会を、12月上旬には仏七を主催し、人々に共修で心の安静の機会を提供し、同時に資金と物資の寄付を求め救済活動を行った。この後、「冬季の救済」は毎年実施され、文化館の一つの伝統となった。
1977年12月15日に東初和尚が入寂されると、米国にあった聖厳法師は東初和尚の遺志を継ぎ、直ちに台湾へ戻り「財団法人台北市中華仏教文化館」創立の準備組織を成立した。そして1978年春、第1回の財団法法人理事会を招集し大会は成立した。
1984年に文化館の拡張工事が始まり、1986年4月19日に落成開眼式を行った。同年、20年余り文化館で勤めてこられた心鑑法師を文化館の住職として担当させた。

### 農禅寺
農禅寺は1975年に創建された。
創立の主要な目的は、仏教教育に従事し、文化と社会への思いやり活動、正しい仏法の推進、中国伝来仏教精神の理解である。現在共修活動で各種の法会が催されている。例えば念仏、初級座禅クラス、大悲懺悔法会、浄土懺悔法会、および帰依式典、日曜日の仏典講義などの活動が主である。
法鼓山の重要な発祥地 - 農禅寺、中華仏教文化館の開山上人である東初和尚が北投に1ヘクタールの土地を購入し初めて建設した。文化館の下院とし、1977年東初和尚入寂後、聖厳法師が管理を引き継いだ。
1971年東初和尚は弟子を引き連れて農禅寺を建築し、1975年に至たり完成し使用し始めた。創建当初、東初和尚は唐時代の百丈禅師の創立した叢林制度を見習い、弟子たちが農業に従事する自給自足を旨とし、座禅修行を家風としたことによって「農禅寺」と名付けた。初期の農禅寺は1棟2階建ての農家で、1階は客室、2階には文殊菩薩を配し、文殊殿と称した。
寺院の周囲には菜園、竹林が配され、1977年常時居住していたのはわずか4人だけであった。平日には自ら種蒔き野菜を栽培し寺の食用に供した。
1978年、住職を担当した聖厳法師は寺で日曜日に仏典講義を開始した。1979年には「座禅会」が成立、1982年には「念仏法会」が成立、毎週共修を主催し、参加者は百人を越すようになった。
1978年4月、農禅寺はもともと新竹にあった福厳精舎の「アメリカ仏教会」駐台訳経院に土地を貸した。
1979年8月に「三学研修院」を創立した。成員は訳経院の人々と禅七の学生で、全部で10名であった。当該院はさらに発展して「僧団」となり、初期僧団の運営所在地農禅寺であった。
1989年、北投関渡平原の再開発により、農禅寺の所在地は「関渡平原保護区」に組み入れられ、建物を取り壊し、立ち退かなければならない運命に直面した。
いろいろと努力した結果、台湾の台北県金山郷に現在の法鼓山所在地を見つけ、そこに法鼓山を設立した。農禅寺では定期的に催す共修活動のほか、初期には各部門例えば基金会、法鼓文化などの事務室はすべてここに設けられた。今日に至るまで、それは法鼓山の活動の中心としてだけではなく、法鼓人の共通の記憶を埋蔵する地として、さらに弘法の重要な場所となっている。
しかし、農禅寺の撤去・立ち退き問題は宗教の関連と地方の人々の強力な奔走を初め、また法鼓山の初期の開山の苦労の歴史過程を思い起こすため、市民に北投農禅寺の集団の記憶を伝承するために、保留を要請した。その結果、台北市政府は2004年7月19日に農禅寺開山時に建築された2階建ての農家と慈悲の門など二つの建築物を台北市歴史的建築物に登録することを公布した。また「保存区」として認定され、それにより建物の取り壊し立ち退きの運命を免れた。

### 精舎
2001年年末時点で、法鼓山が現在有する仏法高揚組織は、法鼓山仏教教育園区、農禅寺を除き、台湾全国に台北安和、台中、台南などの分院、および桃園の斎明寺、高雄紫雲寺、台東の信行寺などがある。
しかし近来法鼓山の活動に参与する人数が絶えず増加しているため、スペースの不足が生じ、故に仏教高揚、および各種の活動に使用できる中規模の道場を計画中である。
仏教経典の中に頻繁に現れる「精舎」と名づける。これは精進修行をする場所を意味し、四衆が仏法を修行し帰依を願うように喚起するものである。現在成立している精舎は、基隆精舎、中山精舎、中正精舎である。

### 座禅修行普及センター（伝燈院）
法鼓山は座禅修行普及センターを弘法の重点の1つとして、2000年5月に「座禅修行普及センター」を創立し、座禅修行のシステム化、普及を補佐し、さらに現代人の座禅修行活動に適合させる各種の研究と開発を行っている。2005年から「伝燈院」に改名。その目的は座禅方法の普及と、理念実現である。座禅修行に関連する各種活動種目を主に実施している。

### 仏教学普及センター
仏教学の普及活動と教育を一層制度化するために、法鼓山は2000年4月に「仏教学普及センター」を創立した。この専門的な責任部門の運営によって、四衆仏弟子に仏教経典（例えば《法華経》、《如来蔵経》、《四十二章経》など）を理解させ、また各宗派（例えば禅宗、浄土宗、華厳宗など）を認識させ、仏学名の難渋を取り除き、人々の理解の障害を取り除き、そして経文の意味を明らかにすることによって大普遍教育を推し進め、正法仏教を高揚し、心の浄化運動を推進する。
この部門の主要な活動は、読書会を主催し読書会に参加するリーダーを育成し、各地の仏教学で普及講演に派遣することである。

### 護法総会
中華仏教研究所を護持、農禅寺の移転建設工事のために、多くの熱心な信徒は1989年3月に「中華仏教研究所護法理事会」を創立し、募金活動を推進した。
同年5月、「中華仏教研究所護法理事会」は正式の創立し、楊正師兄、頼燕雪師姐が初代正、副理事長を担当した。護法総会の前身である。
1992年10月、「財団法人法鼓山文教基金会」が創立されたことによって、「中華仏教研究所護法理事会」は「法鼓山護法会」と改名され、主に各種の活動および寄付金調達に責任を負う。その理念は基金への寄付を募り、仏法を高揚し、社会の善良な風気を推進し、生命の品質を高めることである。

### 仏法青年会（青年発展院）
1994年、7月に農禅寺では第1期大学および専門学校生の禅七を主催し、同年11月10日に学生の要求に応じ「法鼓山大学専門学校生青年仏学会」組織した。同時期、法鼓山は夏期児童キャンプを実施した。毎年多くの熱心な大学専門学校生である青年達が参加し活動を企画し実行した。すべての資産を整合するために、1997年夏休みに「法鼓山仏教学習キャンプチーム」が成立した。
「法鼓山大学専門学校青年仏教学習会」と「法鼓山仏教学習キャンプチーム」は全て大学専門学校学生が主要な成員であったが、1998年に「法鼓山青年服務グループ」に統合され、1999年、組織の整備と卒業青年にまでサービスの拡大を図り、「法鼓山大学専門学校青年会」に組織を改組した。略称「法青会」といい、主要な成員および服務の対象を18歳 - 35歳までの青年とした。
その成立の主要な目的は、青年が正法仏教を修行し、座禅を学び、普及に力を注ぐ青年の育成にある。現在すでに正式に「法鼓山青年会」と改名し、青年諸君の参加をよびかけた。2006年には正式に「青年発展院」として成立し、更に広範な青年諸君を受け入れている。

### 僧伽大学
東初和尚はかつて多くの文章を発表し、仏教界で仏教大学を設立することを呼びかけた。聖厳法師は1961年に《人生》《覚世》などの刊行物の中で仏教大学設立を問うた。
その後1998年10月2日ようやく関連要員を招集し「法鼓山仏学院計画書」を定めた。翌年3月2日に農禅寺にて第1回の仏学院設立準備会議が開かれた。
2000年3月15日、農禅寺で「仏学院運営経験交流座談会」を催し、台湾の各仏学院の責任者を招き、僧伽教育、仏学院運営について広範な交流を行った。2年を超える準備期間の後、僧伽大学開校が確定しハード面ソフト面の設備完成後、2001年の秋に開校した。第1期の申込者は男性9人女性29人、全部で38人であった。実際合格した人数は男性5人女性18であった。
その中で特別な決まりは、学生は3年目に必ず剃髪して出家し、僧団の1員になることである。その教育目標は中国伝来仏教の理論と実践にあり、徳学兼備の僧を育成し、理解と実践を重んじ、高尚な宗教的情操を備え、社会浄化へ邁進する優秀な僧を育てることである。次に、時代の趨勢に応じた仏教僧を育成し、仏教教育文化事業を推進し、社会への思いやりを実行する。更に、国際交流と言語訓練を強化し、仏教学教育国際化を推進し、国際的センスを備えた仏教普及能力のある僧を育成する。
僧伽大学は大学の名であるが、それには一定の学制がある。確かに僧侶の養成育成教育であるが、普通の総合大学や単科大学の体系とは同じではない。そのため、現在教育部は認証をしていない。

### 中華仏教研究所
「中華仏教研究所」の前身は「中華学術院仏教研究所」で、前教育部部長および中国文化学院（現在の中国文化大学）創立者の張其昀博士が提唱し創立した。その目的は漢学を発揚するためであった。創立当初は中華学術院に所属し、中国文化学院内に附設されていた。
1975年、聖厳法師が日本の立正大学より文学博士号を授与されると、張其昀先生は特に聖厳法師を教員に丁重に迎えられた。
1978年、聖厳法師は張其昀先生の招聘に応じ、正式に中華学術院仏教学研究所の所長を担当した。
1981年8月、第1期の学生を募集した。
1984年、中国文化学院の制度改編により、その所属であった中華学術院仏教学研究所は学生の募集を停止した。所長であった聖厳法師は学生の募集停止はいたしかたないが、仏教の高等教育は停止することはできないと認識していた。
1985年秋、「中華仏教研究所」の名で引き続き学生を募集した。
1986年、中華仏教文化館は北投へ移転した。
中華仏教研究所は1987年に教育部へ申請立案を提出した。同年7月1日立案は批准され、8月22日に設立式典が行われた。中華学術院仏教学研究所が発行した《華岡仏教学報》は、第9号から《中華仏教学報》と名称を変更した。
1992年、方甯書教授は聖厳法師から引き継ぎ第2代所長を担当した。
1996年、李志夫教授が第3代所長を担当した。
中華仏教研究所は別に社会の人々のために「仏教学教育普及センター」を設立し、仏教学と座禅修行の研究課程を計画した。
2001年、法鼓山世界仏教教育園区の第一期工事が完成し、中華仏教研究所は金山まの現所在地に引っ越した。その学制課程は毎年10 - 12人の大学、専門学校の学歴を有する研修生を募集し、3年間の授業を施す。
これ以外に、1990年以来、毎年数名を募集し選択し、2年間の修行を施す。1996年以来、正式な研究生になれない者には、別に科目を選択させる方式で若干名を選抜した。

### 人文社会学院
学院の理念は宗教関懐を縦糸に、人文関懐を横糸にしている。人文と社会科学の人材を育成し、人文教育と社会服務に従事する人材を育てる。
1992年9月、法鼓山は教育部に「私立法鼓人文社会学院」設立準備を申請、1993年7月、教育部の批准同意を得た。
1998年7月28日、法鼓人文社会学院は正式に理事会を創立し、設立段階に入った。
1999年7月1日、山岳地帯の校舎建設は容易でないため、教育部に設立延期を申請した。

### 法鼓文化
法鼓文化の設立の縁起は、東初和尚の中華仏教文化館が仏教文化事業を推進していた時期荷まで遡る。仏教文献の保存、東初和尚が相前後して編纂した《禅学大成》、《蓮池大家全集》、《浄土十要》、《中華仏教美術》、《中華仏教叢書》、《中華民国高僧列伝》と《中国インド仏教交通史》、《中日仏教交通史》、《中国近代仏教史》などの叢書は、仏教の歴史、文化研究に必要不可欠である。
東初和尚の入寂後、1度停止していた文化事業は、聖厳法師帰国後、方甯書教授の協力の下で、1980年5月、「東初出版社」が創立され、それによって東初和尚の文化使命が継続された。
出版社設立後、初めに7冊の《東初和尚全集》、その他の出版物は聖厳法師の執筆された基礎仏教入門書籍、例えば《正信仏教》、《仏学群疑》、《戒律学綱要》などが出版された。これ以外に、中華仏教研究所の学術論文を出版、一方同時に「仏教学小双書」なども人々との結縁のために出版された。更に出版部は《人生》、《法鼓》の2刊の雑誌を発行した。
1989年に法鼓山が成立し、東初出版社は系列のことなる、「寰宇自叙伝」、「座禅修行指導」、「知恵の海」、「近代経典」などのシリーズを含め、また「有声本」シリーズ書籍、そして1994年、聖厳法師の以前のすべての著作を集結して、セット47冊の《法鼓の全集》を出版した。
1995年7月、東初出版社は拡大され「法鼓文化」となり、多様化した出版事業へと向かって発展している。
1996年、台北国際書籍展覧会に参加。

### 基金会
法鼓山のシステムは現在個別に基金会が運用され、その個別の成立期日は以下のとおりである。
法鼓山文化教育基金会 - 1992年3月17日に教育部の批准により創立。同年7月14日、正式に運行。
法鼓山仏教基金会 - 1997年6月25日に内政部の批准により創立。
法鼓山社会福利慈善事業基金会 - 2001年3月に創立。
法鼓山人文奨学学術基金会 - 1999年10月4日に創立。
財団法人聖厳教育基金会 - 2006年1月18日に教育部批准により創立。
法鼓山大愛基金会